# Violences antisémites en Tchécoslovaquie (1918-1920)
Après la Première Guerre mondiale et pendant la formation de la Première république tchécoslovaque, une vague de violences et émeutes antisémites se déchaîne contre les Juifs et contre leurs biens, notamment les magasins,.

## Causes
Les principales accusations formulées contre les Juifs en Slovaquie se fondent sur l'idée qu'ils sont partisans de la Hongrie et des agents de l'État hongrois, alors fortement impopulaire au moment où la Slovaquie cherche à s'en détacher. En Bohême et en Moravie, de nombreux juifs avaient soutenu les Habsbourg, surtout au début de la guerre, suscitant la colère des patriotes tchèques. En outre, les Juifs sont accusés de tirer bénéfice des pénuries pendant la guerre et de se livrer au marché noir,. Enfin, les violences éclatent aussi à cause de la chute de l'autorité des Habsbourg et des faiblesses de nouvel État tchécoslovaque, qui n'a pas encore établi fermement son monopole sur la violence. D'autres violences ont éclaté entre Tchèques et Allemands.

## Pogroms de 1918

### Pogroms de novembre
En Slovaquie, des violences éclatent en novembre 1918. À Považská Bystrica (près de Žilina), le magasin général de David Büchler est pillé et détruit le 5 novembre et les dégâts matériels représentent 300 000 couronnes (l'équivalent de 8 800 $ de 1920). Des bandes d'anciens soldats rôdent dans les campagnes et cherchent à piller des magasins, dont la plupart appartiennent à des Juifs en raison des réseaux économiques antérieurs.

### Pogroms de décembre
En décembre 1918, les pogroms les plus graves se produisent en Bohême et en Moravie. Les pires violences ont lieu à Holešov les 3 et 4 décembre : les maisons et les magasins appartenant à des Juifs sont dévalisés, la synagogue et les bureaux de la communauté sont vandalisés et deux Juifs sont assassinés. L'armée finit par intervenir.

## Conséquences sur les relations internationales
Au moment des violences, Edvard Beneš, Tomáš Garrigue Masaryk et d'autres personnalités politiques tchécoslovaques se trouvent à la conférence de la paix de Paris, où ils dépeignent la Tchécoslovaquie comme un pays progressiste et tolérant, où l'antisémitisme est relativement faible comparé à d'autres pays voisins. Un journal tchèque publie que ces violences sont orchestrées par « les Judéo-Allemands... qui organisent et paient des agents provocateurs » dans l'objectif de saper la réputation de la Tchécoslovaquie à l'international. En 1919, le militant sioniste Chaim Weizmann se dit inquiet de ces violences et remarque qu'elles sont « à l'opposé de la politique tchèque présentée à Paris et des déclarations publique du ministre Beneš ».

## Développements ultérieurs
Les violences perdurent après la désintégration de la monarchie des Habsbourg jusqu'à la signature des traités de paix de Paris en 1919 et 1920. Ces flambées n'ont pas atteint la gravité de celles qui ont éclaté en Pologne et en Ukraine, où des dizaines de milliers de Juifs sont assassinés,. Après 1920, la violence décroît. Pendant l'entre-deux-guerres, la Tchécoslovaquie est l'État le plus sûr et le moins antisémite d'Europe centrale et conserve un gouvernement démocratique jusqu'au milieu des années 1930.

### Historiographie
De nombreux historiens tchèques présentent ces violences comme une aberration dans un État par ailleurs tolérant et démocratique. Zdeňek Fišer (d) déclare que le cas d'Holešov est le « dernier pogrom » et la fin d'une ère sombre. D'autres, comme Michal Frankl et Miloslav Szabó (en), pensent que ces violences s'inscrivent dans un discours nationaliste tchèque qui exclut les Juifs de la communauté nationale de Tchécoslovaquie. Selon l'historien américain Michael Miller, ces violences ont été occultées parce qu'elles contredisent le mythe tchécoslovaque (en).